# Skælskør Frugtplantage
Skælskør Frugtplantage er et mærke og en frugtplantage i Skælskør. Rettighederne til brandet tilhører i dag Good Food Group, der igennem datterselskabet Scandic Food sælger produkter under mærket Skælskør Frugtplantage. Selve frugtplantagen ejes og drives af virksomheden Danfrugt.

## Historie
Brødrene C.A. og H.E.J.M. Heilmann, begge farmaceuter, havde i 1898 overtaget faderens apotek i Skælskør, og da der til apoteket hørte et jordlod på 10  tdr. land, beliggende udenfor byen, ud mod Storebæltskysten, begyndte de her at dyrke bær til saftfremstilling, produktionen øges dog hurtigt til også at omfatte marmelader,  syltede frugter og geléer. Tilstødende jordlodder tilkøbtes løbende, og i 1918, da muligheden bød sig for at købe yderligere 115 tdr. nabojord, omfattede plantagen allerede 60 tdr. land. Bærbuske, frugttræer, jordbær og hybenroser var plantagens mest anvendte planter på denne tid.
Kazimierz Funk havde allerede i 1912 opdaget vitamin B1, og opdagelserne på området voksede støt til midten af 1930'erne, og brødrene kombinerede deres farmaceutiske baggrund med frugtavlen ved at oprette et vitaminlaboratorium, der bl.a., baseret på spinat, udviklede kosttilskuddet Spinatin, et navn de senere valgte at genbruge i 1940 som Rød Spinatin, der var et laxativ man kunne købe på apoteket.  Det oprindelige Spinatin solgte de også kun på apoteket, men under navnet Greenosan.
I 1950'erne var virksomheden vokset så man i  sæsonen nu skulle bruge 500 lokale plukkere, for at få høsten i hus. Produkterne var saft og frugtkød, og storkunderne inkluderede sygehuse fra hele landet, bagere og industribagerier, og i 1960 blev plantagen  Leverandør til Det Kongelige Danske Hof, en status navnet stadig har i dag. Man havde igennem flere år forsøgt at få gang i eksporten til Sverige, Norge og Tyskland, men uden det store held, men i 1970'erne fik man et gennembrud på det tyske marked, hvor der i Hamborg oprettedes et datterselskab med 250 agenter, der udvides endvidere med lagre i flere større tyske byer.

## Virksomhedshandel
I begyndelsen af 1980'erne stoppedes produktionen imidlertid, og virksomheden blev sat til salg. Danfrugt Skælskør købte selve plantagen, som stadig i dag benytter mange af de oprindelige planter, dog var varemærket Skælskør Frugtplantage solgt fra som patent til De Danske Spritfabrikker, hvorfor historien for de to, af hinanden uafhængige virksomheder indtil dette punkt er den samme.

### Skælskør Plantage som geografisk lokation
Danfrugt er siden vokset til 500 hektar med æbler, pærer, sødkirsebær, surkirsebær, solbær og blommer, der alle produceres på jordene ved Skælskør, og afsættes på store dele af det  Europæiske marked.

### VaremærketSkælskør Frugtplantage
De Danske Spritfabrikker lægger i 1986 navnet over i den Tårs-baserede virksomhed Vendelbo Konserves, der også overtager produktionen. Da De Danske Spritfabrikker i 1989 bliver en del af Danisco, følger Vendelbo-konserves, og deres Skælskør Frugtplantage med.
I 2000 sælger Danisco hele sin marmeladeafdeling til Good Food Group, der er en familieejet dansk koncern med firmadomicil på Store Grundet Gods ved Vejle, med salgsselsskaber i otte lande, og eksport til mere end 60. Skælskør Frugtplantage markedsføres igennem datteselskabet Scandic Food Danmark, der også står for mærkerne Svansø og Streamline.